# Hynek Zátka
Hynek Zátka, v matrice zapsán jako Ignác Zátka (8. července 1808 Velešín – 26. března 1886 České Budějovice), byl český podnikatel a politik z vlivného českobudějovického rodu Zátků, v 2. polovině 19. století poslanec Českého zemského sněmu a Říšské rady.

## Biografie
Ve věku pěti let se přestěhoval s rodiči z Velešína do Budějovic. Zde vystudoval gymnázium. Jeho spolužákem tu byl pozdější významný českoněmecký politik Franz Schuselka. Roku 1830 dokončil studium filozofie a 1. prosince toho roku nastoupil na praxi do inspekce potravní daně v Budějovicích. 3. března 1831 se stal manipulačním praktikantem a 1. května 1831 nastoupil k pohraniční strážní službě, kterou vykonával patrně v okolí Vimperku a setrval v ní do května 1832, kdy se vrátil do Budějovic. Byl přidělen ke kamerálnímu důchodnímu úřadu. Zde pracoval téměř dvacet let. Roku 1839 dosáhl hodnosti kancelisty.
Byl hlavně obchodník a politik. V roce 1840 začal podnikat poté, co mu byla zamítnuta žádost o studium práv. Nejprve si založil obchod se solí, zemědělskými plodinami a sádrou. Byl aktivní i ve veřejném životě. Během revolučního roku 1848 byl zvolen předsedou budějovické pobočky spolku Slovanská lípa. Protestoval proti jazykové praxi budějovického magistrátu, který byl německojazyčný. Po porážce revoluce odešel roku 1851 z kamerálního důchodního úřadu pro své politické názory, odmítl složit služební přísahu. Byl pak v policejních spisech evidován jako politicky nespolehlivý, pročeský, byť ne vyloženě protivládní.
Po odchodu z úřední funkce se soustředil výlučně na své podnikání. Rozšířil obchod se solí a sádrou a od roku 1855 byl již jediným majitelem podniku. Když nashromáždil větší jmění, investoval je. Roku 1869 zrekonstruoval podle amerického vzoru mlýn v Březí u Budějovic. Později založil velkostatek v Libníči. Dominantním předmětem jeho podnikání byl obchod s moukou a moučnými výrobky.
Od roku 1861 zasedal za starosty Františka Josefa Klavíka v obecním zastupitelstvu a městské radě v Českých Budějovicích. Na funkce v městské samosprávě ale rezignoval již roku 1862. Nadále byl veřejně aktivní. V listopadu 1864 získal měšťanské právo v Českých Budějovicích. V letech 1862–1872 zasedal v místním výboru České besedy. Věnoval větší obnos na nadaci, která kupovala knihy pro dívky talentované v českém jazyce. Podílel se na vzniku české záložny a dalších veřejných institucí v Budějovicích. V roce 1863 a opět v období let 1875–1883 zasedal v budějovické obchodní komoře. V 70. letech opět zasedal v budějovickém obecním zastupitelstvu a byl považován za předáka české menšiny v zastupitelstvu.
Po obnovení ústavního života v Rakouském císařství počátkem 60. let 19. století se zapojil i do zemské a celostátní politiky. V zemských volbách v Čechách v roce 1861 byl zvolen v kurii venkovských obcí (volební obvod Budějovice – Lišov – Trhové Sviny – Hluboká – Týn n. Vltavou) do Českého zemského sněmu. Zvolen byl jako nezávislý český kandidát. Opětovně byl zvolen do sněmu za týž obvod v zemských volbách v lednu 1867 i v krátce poté konaných zemských volbách v březnu 1867.
V srpnu 1868 patřil mezi 81 signatářů státoprávní deklarace českých poslanců, v níž česká politická reprezentace odmítla centralistické směřování státu a hájila české státní právo. Čeští politici tehdy praktikovali politiku pasivní rezistence, kdy bojkotovali zemský sněm. Pro absenci byli zbavováni mandátů a opět manifestačně voleni v doplňovacích volbách. Zátka takto byl zbaven mandátu pro absenci v září 1868 a zvolen znovu v září 1869. Mandát zde obhájil také v řádných zemských volbách v roce 1870 a zemských volbách v roce 1872. Vzhledem k pokračujícímu bojkotu sněmu následovalo opět opakované zbavování mandátu a opětovné volení. Zátka takto uspěl v doplňovacích volbách v říjnu 1873, v červenci 1874, na jaře 1875, v únoru 1876, a dubnu 1877.
V téže době také zasedal v Říšské radě (celostátní zákonodárný sbor), kam ho vyslal zemský sněm roku 1861 (tehdy ještě Říšská rada nevolena přímo, ale tvořena delegáty jednotlivých zemských sněmů). Zánik mandátu pro absenci oznámen na schůzi 14. července 1863. Politicky patřil k Národní straně (staročeské).
Pocházel z rodiny Matouše Zátky a Terezie Marie Zátkové. Bratr Jan Zátka (1802–1881) byl vlasteneckým knězem. Další bratr Jakub Zátka (1803–1865) podnikal na Budějovicku a později se usadil na velkostatku v Horních Uhrách. Manželkou Hynka Zátky byla od roku 1843 dcera budějovického krupaře a měšťana Terezie Marie Hansová. Měl s ní devět dětí. V podnikání se angažovali hlavně tři z nich: Ferdinand Zátka, Vlastimil Zátka a Dobroslav Zátka. První z nich podnikal v Praze, mimo jiné ve výrobě sodových vod, další dva synové zůstali v regionu jižních Čech a roku 1884 založili firmu Bratří Zátkové zaměřující se na výrobu těstovin. Další syn August Zátka byl aktivním politikem.
Hynek Zátka zemřel na mrtvici v březnu 1886. Jeho pohřbu v Českých Budějovicích se účastnilo 12 000 lidí.

### Rodinný život
Dne 17. října 1843 se oženil s Terezií Hansovou (1819–1878)
, dcerou českobudějovického měšťana. Manželé Zátkovi měli syny Ferdinanda, Vlastimila, Dobroslava a Augusta.